# Helicopsyche clara
Helicopsyche clara är en nattsländeart som först beskrevs av Georg Ulmer 1905.  Helicopsyche clara ingår i släktet Helicopsyche och familjen Helicopsychidae. Inga underarter finns listade i Catalogue of Life.